# 蒋公的面子
蒋公的面子是南京大学文学院为纪念南京大学建校110周年而创作学生话剧作品。2012年上映后却获得了大众市场认可，并走出校园，在中国北京、深圳、天津等城市巡回演出，并得到了媒体广泛报道。话剧以南京大学校史一则传说改编而来，故事展现了三位不同立场的知识分子面对蒋介石赴宴邀请时复杂的心态。

## 创作及演出
于2012年5月南京大学百十年校庆期间在南京大学大礼堂首演，校内连续演出30余场，2012年12月启动社会公演，2013年开启全国巡演，并于11月在美国演出。
该剧创作后，曾因剧情敏感，有影射当下社会现实之嫌，被中国“校园戏剧节”拒之门外。